# Parque nacional y área natural de manejo integrado Aguaragüe
El Parque nacional y área natural de manejo integrado Aguaragüe (o bien Parque nacional y área natural de manejo integrado serranía del Aguaragüe) es un área protegida en Bolivia situada en la provincia del Gran Chaco, parte del departamento de Tarija.
El parque nacional cubre la totalidad de la Serranía del Aguaragüe,en las últimas franjas de la cordillera Subandina. Fue creada el 20 de abril de 2000 con una superficie de 108.307 ha en total distribuidas de la siguiente forma: 458,22 hectáreas para el parque nacional y 624,85 hectáreas para el Área Natural de Manejo Integrado.

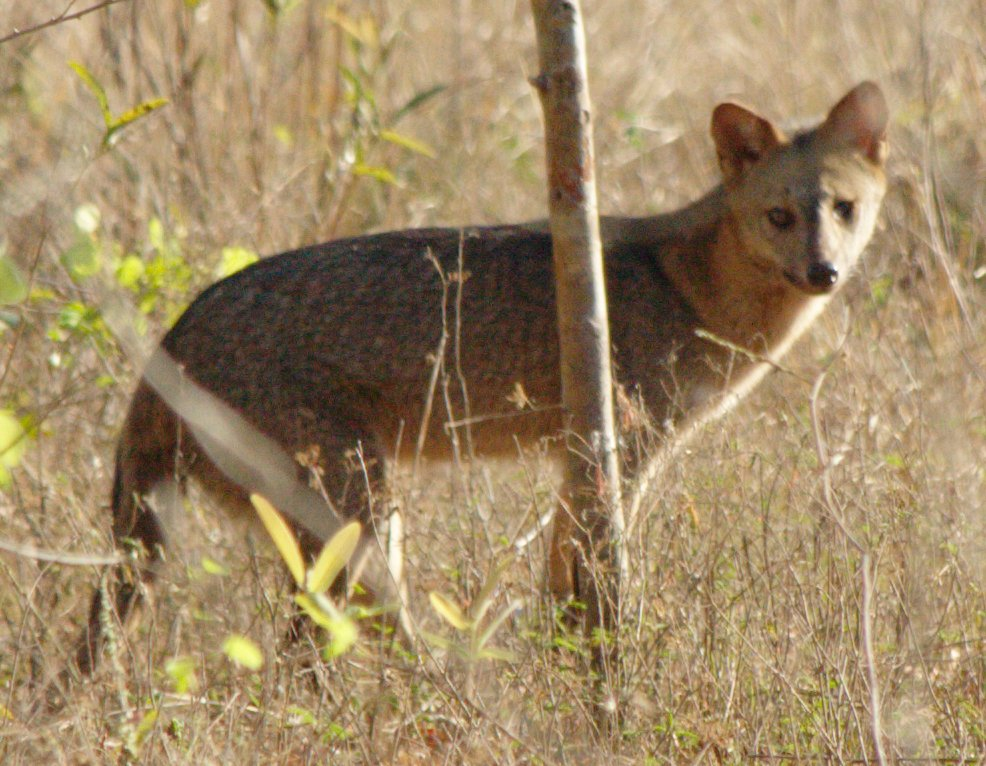
Un zorro patas negras, especie que se encuentra en el PN-ANMI Aguaragüe.

El parque se encuentra dentro de los municipios de Villa Montes, Yacuiba y Caraparí.

## Acceso
Por el parque pasan dos carreteras, al norte la que comunica las localidades de Entre Ríos y Palos Blancos con Villamontes, y al sur la que comunica Yacuiba con Caraparí.

## Flora
El Parque Nacional Aguaragüe incluye dos ecosistemas, los bosques montanos tucumano-boliviano y chaqueño. La flora del bosque montano tucumano-boliviano se caracteriza principalmente por Podocarpus parlatorei, Blepharocalyx salicifolius, Myrcianthes pseudomato, Cedrela angustifolia, Juglans australis, Zanthoxylum coco, Phoebe porphyria, Ocotea ouberula, Nectanra sp., Viburnum seemannii y Chusquea lorentziana.
El bosque serrano chaqueño, en cambio, se caracteriza por Schinopsis marginata, Schinopsis lorentzii, Aspidosperma quebracho-blanco, Myracrodruon urundeuva, Amburana cearensis, Anadenanthera colubrina, Ceiba insignis, Prosopis sp. y varias especies de cactus, incluidas las de los géneros Opuntia, Cereus y Pereskia.
Además, en el parque nacional del Aguaragüe en la gestión 2024 se registraron:
- 578 especies de flora distribuidas en 112 familias botánicas.

- 10 Especies de flora endémicas en Bolivia presente en el área protegida como ser: carapari, montecillos y otros.

- 23 especies que se encuentran amenazadas, de éstas 11 son vulnerables (tipa blanca, quina, quebracho, lapacho, y carapari), 5 en peligro de extinción (cedro y pino) y 7 especies de preocupación menor (roble, mora, algarrobilla, urundel).[4]

## Fauna
Los animales que se encuentran en el territorio del parque Aguaragüe son 37 especies de reptiles, 120 especies de aves, 36 especies de anfibios, 36 especies de peces, 70 especies de mamíferos y 2 especies endémicas Miskicho del Aguaragüe ( Trichomycterus Aguaragüe) y el ratÓn (Akodon varius)
otras especies que se encuentran en el parque son: oso hormiguero, el oso melero, el oso jucumari, dos especies de venados (mazama americana y urina), zorro patas negras, gato montés, ocelote, jaguar.
Entre las aves se encuentran: La pava charata, varias especies de pavas y la chuña. En el bosque serrano chaqueño están presentes el tatú bolita, el tatú amarillo, el pecarí de collar, el pecarí barbiblanco.

## Agua
El Parque Nacional y Área Natural de Manejo Integrado de la Serranía del Aguarague pertenece a la Región Hidrográfica de la Plata, cuenca del Río Pilcomayo (Nivel 2). Esta Área Integral, aparte de conservar la biodiversidad de flora y fauna, es un potencial en recursos hídricos, porque es ahí donde se originan las fuentes de aguas dulces, por sus características geológicas (porosidad y permeabilidad de las rocas y de sedimentos) y la existencia de sistemas hídricos activos en el cual se encuentran cuatro cuencas: Río Zanja Honda, Río Caraparí, Quebrada del Gritado y la Unidad Hidrográfica.
También se han identificado al menos 57 quebradas que abastecen de agua a las comunidades locales: 20 quebradas se encuentran en el municipio de Yacuiba, 21 en el municipio de Caraparí y 16 en el municipio de Villa Montes.

## véase también
- Geografía de Bolivia
- Anexo:Patrimonio de la Humanidad en Bolivia
- Parque nacional y área natural de manejo integrado Iñao